# 손영상
손영상은 대한민국 춘천시 출신의 가수이자 배우이다.

## 경력
2025.08.22~2027.08.21 용인시 기술자문위원회 위원  
2025.08.01~2027.07.31  안산도시공사 기술자문위원회 위원  
2025.07.10~ 건설근로자 기능등급제 연계직종별 숙련도평가 과정개발 중 플랜트 전기설비 직종 출제위원 
2025.07.01~2027.06.30 강원개발공사 건설사업위원회 위원 
2025.06.01~2027.05.31 한국광해광업공단 광해방지사업위원회 위원 
2025.04.07~2025.04.11 강원특별자치도 기능경기대회 산업제어 심사위원  
2025.04.01~2027.03.31 부산시설공단 시설물안전관리 자문위원회 위원 
2025.04.01~2027.03.31 여수광양항만공사 기술자문위원회 위원
2025.01.01~2026.12.31 사)대한전기협회 한국전기기술기준위원회 산하 발전전문위원회 위원
2025.01.01~2026.12.31 춘천시 안전관리위원회 위원
2024.09.01~2026.08.31 한국환경공단 제7기 기술자문위원회 위원
2024.09~2026.08 한국상하수도협회 하수도 전문가 위원 
2024.07.25~2026.08.24 한국부동산원 임대차분쟁조정위원회 자문위원
2024.05 ~ 춘천시 도서관운영위원회 위원
2024.04 ~ 한국산업단지공단 건설자문 안전 전문위원
2024.04~ 강원특별자치도 기능경기대회 심사위원
2024.02~ (사)한국전기기능장협회 이사
2023.11~ 춘천시 안전관리자문단위원회 위원
2023.10~ 행정안전부 안전교육 전문인력 강사
2023.03~ 춘천시 쓰레기 불법투기 명예단속원
2022.12 K-water 스마트 물 융합도시 전문가과정 수료
2022.11~ (사)한국기능장연합회 봉사위원장
2022.07~2024.06 강원도교육청 주민참여예산위원회 위원
2022.07~2023.07 (사)춘천시축구협회 이사
2022.06~2023.07 한국문화예술위원회 심의위원 후보단
2022.05~ 춘천시 발전협의회 봉사단 대표
2022.05~2023.04 춘천시학교운영위원장협의회 부회장
2022.05~2024.05 춘천시 신사우동 주민자치회 위원
2022.04~2022.05 학교법인 강원학원 개방이사추천위원회 위원장
2022.04~ 2023.12 성수고등학교 총동창회 홍보국장
2022.03~ 2024.02 강원도춘천교육지원청 학교폭력대책심의위원회 위원
2022.01~2023.01 한국전기기능장협회 강원지회 회장
2022.01~2024.01 강원도 고등학교 입학추첨관리 위원
2021.09~ 행정안전부 안전교육 전문인력 강사
2021.06~2021.12  한국청년거버넌스 강원철원군지부장
2021.05~ 2023.04 춘천시학교운영위원장협의회 부회장
2021.05~ 2023.04 춘천교육발전자문위원회 위원
2021.04~ 2023.04 강원중학교 학교운영위원회 위원장
2021.03~ 2022.03 성수고등학교 총동창회 대외협력 부국장
2020.12~2021.12 한국전기기능장협회 사무총장
2020.05~ 한국전기기능장협회 홍보위원
2020.03~2021.03 강원중학교 학교운영위원회 부위원장
2019.04~2020.03 장학초등학교 학교운영위원회 부위원장
2019 춘천영화제 시민패널단
2018.02~2024.02 참여와 자치를 위한 춘천시민연대 운영뮈원
2018 해피워터 희망멘토링 멘토
2018 강원도교육청 수자원분야 마을선생님

## 수상경력
2024 사단법인 한국기능장연합회 제1회 산업디자인 공모전  은상
2023 한국기술교육대학교 공로상
2023 강원도 고성군수 표창
2022 한국연극협회 춘천시지부 신인상
2022 한국전기안전공사 강원지역본부장 감사패
2021 한국기능장연합회 회장 표창
2021 한국전기기능장협회 회장 표창
2014 K-water 사장 표창
2011 국토해양부 장관 표창

## 특허
2024.06.21 출원번호 : 제 10-2023-0012050호  안전콘센트

## 디스코그래피
첫 번째 디지털 싱글앨범 - 착한여자
두 번째 디지털 싱글앨범 - 러브헌터
세 번째 디지털 싱글앨범 - Pump it Up
네 번째 디지털 싱글앨범 - 알잖아
다섯 번째 디지털 싱글앨범 - 오빠야
여섯 번째 디지털 싱글앨범 - 죽을힘 다해

## 출연작품

### 마임
| 연도   | 제목                  | 기간          | 배역   | 비고                        |
| ------ | --------------------- | ------------- | ------ | --------------------------- |
| 2002년 | 움직이는 조각상, 풍경 | 2002.5.8~5.12 | 조각상 | 춘천마임축제, 고슴도치섬 외 |
| 2003년 | 움직이는 조각상, 풍경 | 2003.5.28~6.1 | 조각상 | 춘천마임축제, 고슴도치섬 외 |

### 연극

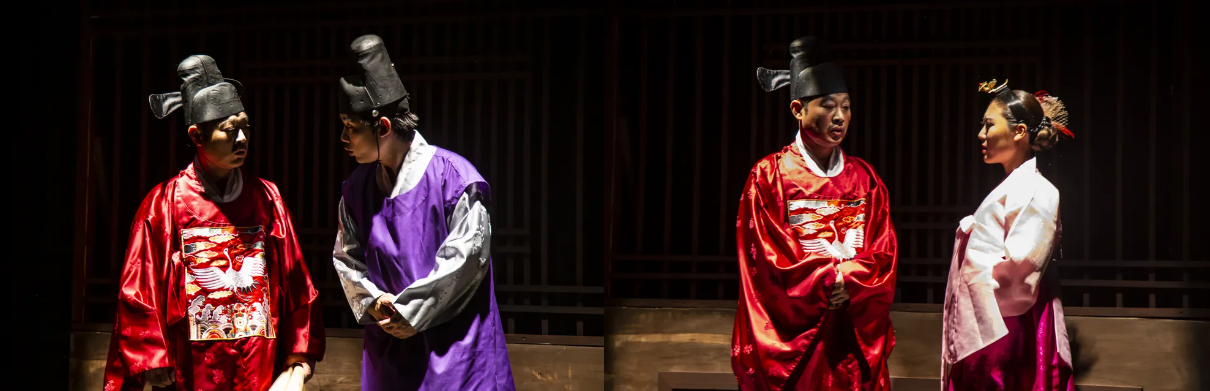
<수상한 궁녀>의 '도승지' 역

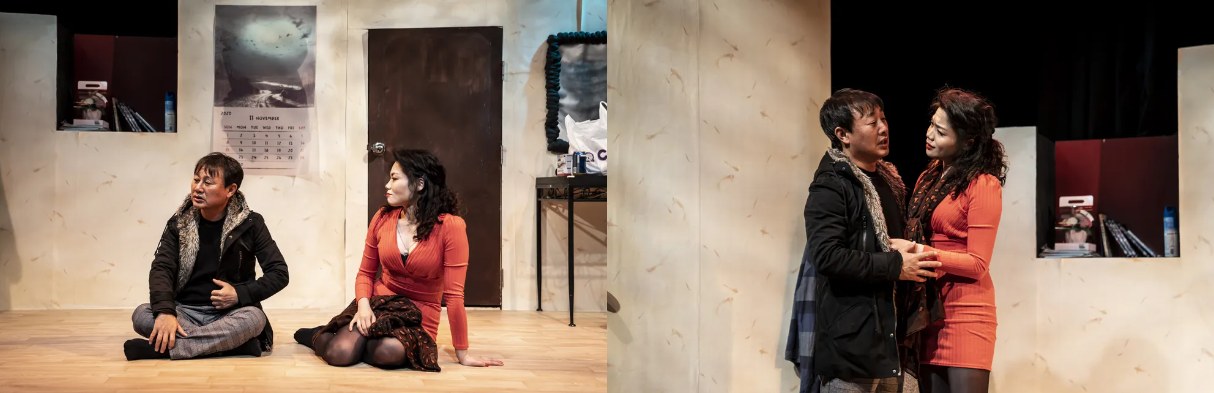
<너무 놀라지 마라>의 '남자' 역

| 연도   | 제목             | 기간              | 배역   | 비고     |
| 2002년 | 꿈꾸는 식물      | 2002.12.27        | 태하   | 보도자료 |
| 2003년 | 안해             | 2003.10.18        | 영식   |          |
| 2018년 | 용감한 사형수    | 2018.6.18         | 간수   |          |
| 2019년 | 수상한 궁녀      | 2019.10.18.~10.20 | 도승지 |          |
| 2020년 | 너무 놀라지 마라 | 2020.11.20.~11.21 | 남자   |          |
| 2021년 | 백돌비가         | 2021.12.22.~12.23 | 김일손 |          |
| ------ | ---------------- | ----------------- | ------ | -------- |

### 영화
| 연도   | 제목        | 기간 | 배역      | 비고           |
| ------ | ----------- | ---- | --------- | -------------- |
| 2020년 | 편지        | -    | 찬욱 아빠 | 강원영상위원회 |
| 2023년 | 우리 집으로 | -    | 남자1     | 강원영상위원회 |

## 공익광고
2024.10 보이스피싱예방 홍보영상 공익광고(주연: 손영상) 춘천경찰서